# Erhard Milch
Erhard Milch (1892–1972) là một Thống chế Không quân trong Quân đội Đức Quốc Xã, chỉ huy tại bộ phận sản xuất, nâng cấp máy bay và trang bị cho Luftwaffe như một phần của việc Đức tái vũ trang kể từ sau Thế chiến thứ nhất. Trong Thế chiến thứ hai, ông phụ trách sản xuất máy bay. Ông đã bị kết án tội ác chiến tranh trong Phiên tòa xét xử Milch được tổ chức trước tòa án quân sự Hoa Kỳ năm 1947 và bị kết án tù chung thân; ông được thả ra vào năm 1954.

## Thân thế
Milch sinh ngày 30 tháng 3 năm 1892 tại Wilhelmshaven, là con trai của ông Anton Milch, một dược sĩ Do Thái từng làm việc trong Hải quân Đế quốc Đức, và bà Clara Milch, nhũ danh Vetter. Năm 1935, khi tin đồn bắt đầu lan truyền rằng cha ông là người Do Thái, Gestapo đã bắt đầu một cuộc điều tra và chỉ dừng lại khi có sự can thiệp của Goring, người đã tạo ra một bản tuyên thệ của mẹ Milch với nội dung rằng người cha thực sự của Milch là chú của bà, Karl Brauer. Milch sau đó đã được cấp Giấy chứng nhận dòng máu Đức. Điều này có nghĩa là bà Clara không chỉ thừa nhận ngoại tình mà còn loạn luân. David Irving trong cuốn sách Sự trỗi dậy và sụp đổ của Luftwaffe. Cuộc đời của Nguyên soái Erhard Milch đã viết rằng Milch yêu cầu ông không được tiết lộ sự thật về cha mẹ của ông, vì thế mặc dù Irving không đề cập đến Anton Milch mà tập trung vào ông chú giàu có Karl Brauer, người đã chết vào năm 1906, song không hề khẳng định người này là cha của Milch. Hernman Goring kết thúc cuộc điều tra, tuy nhiên vào năm 1946 khi Milch bị đưa ra xét xử tại tòa án Nuremberg, Robert H. Jackson đã đặt ra câu hỏi về bố của Milch và vai trò của Goring trong vấn đề gốc gác Do Thái của ông.

## Sự nghiệp Thế chiến thứ nhất và giữa hai cuộc thế chiến
Sau khi tốt nghiệp bậc Dự bị đại học (Abitur), Milch gia nhập quân đội Đế quốc Đức vào tháng 2 năm 1910 với cấp bậc Chuẩn úy (Fahnenjunker), phục vụ trong Trung đoàn Pháo binh von Linger (Đông Phổ) số 1 (Fußartillerieregiment von Linger (Ostpreußisches) Nr. 1), và được chính thức nhận cấp Thiếu úy (Leutnant) một năm sau đó.
Ngay từ đầu, Milch đã sớm thể hiện sự hứng thú với ngành hàng không, nhưng bị từ chối. Tháng 9 năm 1914, Milch được chuyển sang làm sĩ quan phụ tá trong Tiểu đoàn Dự bị số 2, thuộc Trung đoàn Pháo binh von Dieskau (Schlesien) số 6 (Fußartillerie-Regiments von Dieskau (Schlesisches) Nr. 6), ngay khi Thế chiến thứ nhất bùng nổ. Ông tham gia chiến đấu chống quân Nga trên sông Deime vào tháng 9 năm 1914 và sau đó trên Tuyến Angerapp vào tháng 2 năm 1915.
Đến ngày 1 tháng 7 năm 1915, Milch mới được chuyển sang binh chủng Hàng không quân sự Đế chế. Ban đầu, ông được đào tạo để trở thành một trinh sát viên trên không ở Mặt trận phía Tây, quan sát chiến sự ở Somme 1916 và sau đó ở Flanders 1917, được trao Huân chương Thập tự Sắt hạng Nhất. Vào cuối mùa thu năm 1916, Milch được thăng Trung úy (Oberleutnant) và làm Phụ tá Chỉ huy trưởng Trường Phi hành Alt-Autz ở Kurland. Thời gian sau, ông được điều chuyển làm chỉ huy một đại đội trong chiến hào vào mùa xuân và mùa hè năm 1918. Trong những ngày cuối của Thế chiến, ông được thăng cấp Đại úy (Hauptmann), được chỉ định làm chỉ huy trưởng một phi đội chiến đấu, Jagdgruppe 6, dù ông chưa bao giờ được đào tạo như một phi công và không thể tự bay.
Sau Thế chiến, Milch chuyển sang làm chỉ huy trưởng Phi đoàn tình nguyện 412 (Freiwilligen Fliegerabteilung 412) hoạt động ở biên giới phía Đông. Sau đó, ông làm chỉ huy trưởng Cục Cảnh sát phi hành Königsberg (Polizeifliegerstaffel Königsberg) ngày 31 tháng 1 năm 1920. Sau khi lực lượng cảnh sát phi hành bị cấm theo Hiệp ước Versailles, Milch rời khỏi lực lượng cảnh sát và trở thành giám đốc điều hành của Danziger Luftpost GmbH, được thành lập bởi Hugo Junkers.
Cùng với đồng đội bay cũ Gotthard Sachsenberg, Milch lập một hãng hàng không nhỏ ở Danzig dưới ngọn cờ của Lloyd Luftdienst, Norddeutscher Lloyd một hãng thành viên khu vực của hãng hàng không Đức. Đường bay của hãng liên kết từ Danzig đến các nước vùng Baltic. Năm 1923, Milch trở thành giám đốc điều hành kế nhiệm của công ty. Từ đó, Milch và Sachsenberg đến làm việc cho đối thủ Junkers Luftverkehr, nơi Milch được bổ nhiệm làm giám đốc điều hành vào năm 1925. Năm 1926, Milch trở thành giám đốc kỹ thuật và thành viên hội đồng quản trị của hãng hàng không Deutsche Luft Hansa.
Milch gia nhập Đảng Quốc xã (số 123885) vào ngày 1 tháng 4 năm 1929, nhưng tư cách thành viên của ông không được chính thức thừa nhận cho đến tháng 3 năm 1933, bởi vì Hitler muốn giấu sự thật vì lý do chính trị.

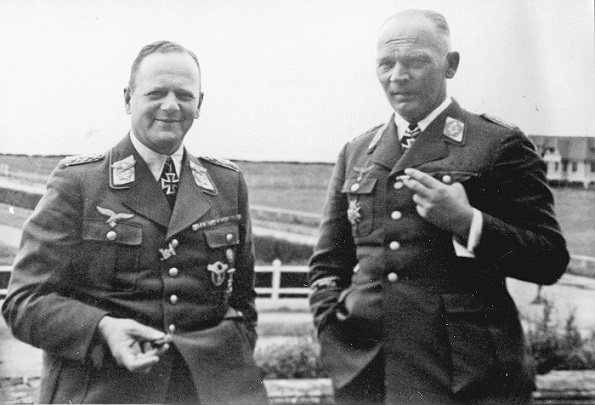
Erhard Milch và Wolfram von Richthofen, ảnh chụp năm 1940.

Năm 1933, Milch đã đảm nhận vị trí Bí thư mới cho Bộ Hàng không Đế chế mới thành lập, trả lời trực tiếp thay cho Hermann Göring. Trong khả năng này, ông là góp phần thành lập Luftwaffe, lực lượng không quân của Đức Quốc xã. Tái ngũ với cấp bậc Đại tá (Oberst), Milch chịu trách nhiệm sản xuất vũ khí, xuyên suốt khi Ernst Udet đưa ra nhiều quyết định liên quan đến việc sản xuất máy bay quân sự. Milch nhanh chóng sử dụng vị trí của mình để ghi điểm cá nhân với các nhân vật khác trong ngành hàng không, bao gồm Hugo Junkers và Willy Messerschmitt. Một cách cụ thể, Milch đã cấm Messerschmitt gửi bản thiết kế trong cuộc cạnh tranh mẫu máy bay chiến đấu mới cho Luftwaffe. Messerschmitt đã vượt qua Milch, lách luật cấm và gửi thành công một thiết kế. Bayerische Flugzeugwerke do Messerschmitt thiết kế, Bf 109, đã trở thành mẫu được chọn. Messerschmitt duy trì vị trí hàng đầu trong ngành công nghiệp máy bay Đức cho đến khi máy bay Me 210 bị đình chỉ. Nhân việc đó với tư cách là người lãnh đạo, Milch đã không hạ bệ anh ta, mà chỉ đặt anh ta vào chức vụ thấp.
Được thăng cấp Thiếu tướng (Generalmajor) năm 1934, nhưng đến năm 1935, những nghi ngờ về nguồn gốc dân tộc của Erhard Milch bắt đầu khi nổi lên tin đồn rằng cha ông Anton Milch là một người Do Thái. Gestapo bắt đầu một cuộc điều tra nhưng đã bị chặn lại bởi Göring, người đã buộc mẹ của Erhard ký một tài liệu rằng Anton không phải là cha thật của Erhard và các anh em của anh ta, mà là chú của cô, Karl Brauer. Những sự kiện đó và sự kiện mở rộng sau đó của "Giấy chứng nhận Máu Đức" là nền tảng cho tuyên bố của Göring, "Tôi quyết định ai là người Do Thái trong không quân". Tuy nhiên, nhiều người tin rằng Gotring chỉ trích dẫn câu nói của Karl Lueger, cựu thị trưởng thành phố Vienna. Dù sao thì sau sự kiện này, Milch vẫn được thăng lên cấp Trung tướng (Generalleutnant) và không dừng ở đó. Năm 1937, Milch được thăng Thượng tướng Phi hành (General der Flieger); đến năm 1938, thăng Đại tướng và Tổng thanh tra Không quân (Generaloberst und Generalinspekteur der Luftwaffe), đại diện Tổng tư lệnh (Göring).

## Thế chiến thứ hai

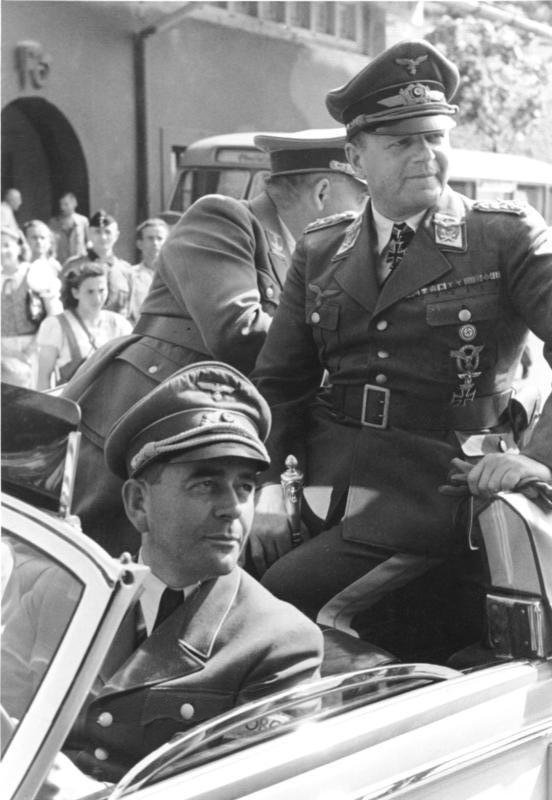
Albert Speer (trước) và Erhard Milch thăm một nhà máy sản xuất máy bay

Đến khi Thế chiến thứ hai bùng nổ, Milch với cấp bậc Đại tướng Không quân, chỉ huy Không hạm đội số 5 (Luftflotte 5) trong Chiến dịch Weserübung ở Na Uy. Sau khi Pháp thất bại, Milch được thăng cấp Thống chế trong Lễ thăng cấp Thống chế năm 1940 và được phong danh Tổng Thanh tra Không quân. Theo sau đó, Milch phụ trách sản xuất máy bay. Milch đã hủy bỏ việc sản xuất các loại máy bay Me 210 và He 177 không hiệu quả và nguy hiểm và đưa chúng quay lại chương trình phát triển. Theo sự chỉ đạo của ông, việc sản xuất máy bay tập trung vào sản xuất hàng loạt các mẫu thử nghiệm và tiến hành hoạt động thử nghiệm. Mức sản xuất máy bay tăng gấp đôi vào mùa hè năm 1943 so với mùa đông năm 1941-1942. Tooze bình luận: "Lần đầu tiên, ngành công nghiệp sản xuất máy bay của Đức có thể đạt được quy mô kinh tế đáng kể. Các nguồn tài nguyên được bơm vào Luftwaffe vào năm 1940-1941, lúc bấy giờ tập trung vào hoạt động lắp ráp hàng loạt." Để đạt được mức sản xuất lớn này, Bộ Vũ khí và ngành công nghiệp đã hợp tác với SS để trưng dụng lao động từ các trại tập trung. Do mối liên hệ của Milch với SS, Luftwaffe dễ dàng có được lao động nô lệ. Để tăng số lượng, Milch đã hy sinh mặt chất lượng, đáng chú ý là trong trường hợp của máy bay Me 109. Khi Không quân Hoa Kỳ bắt đầu thách thức trực tiếp các lực lượng Luftwaffe, cái giá phải trả cho quyết định của Miclch đã được thấy rõ. Đặc biệt, tính năng của Me 109 G đã thấy rõ trong chiến đấu, theo lời của Tooze, "nhiều hơn một ít so với bẫy chết".

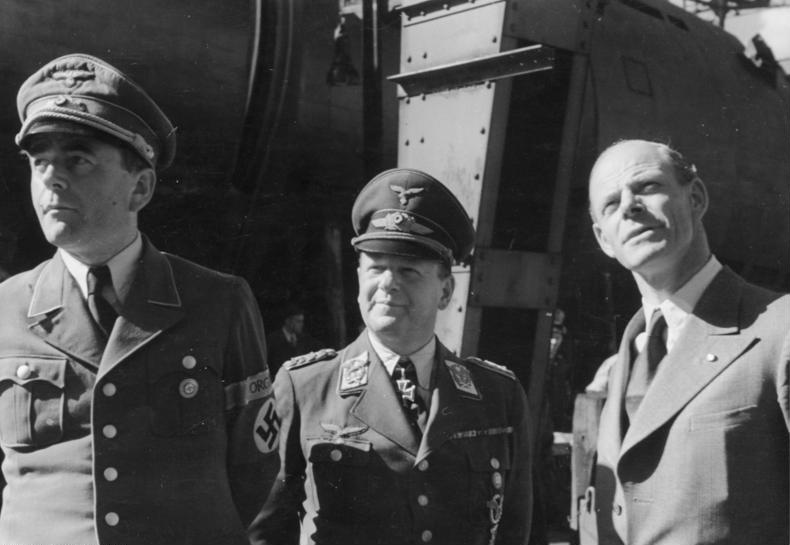
Erhard Milch (giữa) với Trưởng cục trang bị đế chế Albert Speer (trái) và chuyên gia thiết kế máy bay Willy Messerschmitt (phải)

Những thay đổi thường xuyên xung đột trong việc vận hành đã dẫn đến nhiều thay đổi về đặc điểm kỹ thuật và thiết kế của máy bay khiến Messerschmitt không thể tập trung hoàn toàn vào một số loại máy bay và quan trọng nhất là sản lượng sản xuất. Người Đức đã thất bại trong việc đưa sản xuất của họ vào thế chiến một cách vững chắc, tiếp tục điều hành các nhà máy chỉ tám giờ một ngày và không có phụ nữ trong lực lượng lao động. Sản lượng máy bay trong Thế chiến II của Đức không tăng mạnh như sản lượng của Đồng minh, đặc biệt là sản xuất của Liên Xô, đã vượt qua Đức vào năm 1942 và 1943.
Vào ngày 10 tháng 8 năm 1943, Milch cuối cùng đã giải quyết thực tế việc Đức thiếu một máy bay ném bom hạng nặng "bốn động cơ" để thực hiện các cuộc không kích Vương quốc Anh. Ông đã chứng thực Arado Flugzeugwerke nhà thầu phụ cho thiết kế máy bay ném bom hạng nặng chuyên dụng Heinkel He 177B. Chỉ có ba mẫu có thể bay được hoàn thành vào đầu năm 1944. Kể từ tháng 3 năm 1944, Milch, cùng với Albert Speer, giám sát các hoạt động của Jägerstab - một lực lượng đặc nhiệm của chính phủ với mục tiêu là tăng cường sản xuất máy bay tiêm kích, một phần bằng cách chuyển các cơ sở sản xuất xuống dưới lòng đất. Hợp tác với SS, lực lượng đặc nhiệm đóng một vai trò quan trọng trong việc khai thác lao động nô lệ vì lợi ích của ngành công nghiệp máy bay Đức và Luftwaffe.
Năm 1944, Milch đứng về phía Joseph Goebbels, bộ trưởng tuyên truyền và Heinrich Himmler, Reichsführer-SS, trong nỗ lực thuyết phục Adolf Hitler loại bỏ Göring khỏi quyền chỉ huy của Luftwaffe. Khi Hitler từ chối, Göring đã trả đũa bằng việc buộc Milch rời khỏi chức vụ của ông. Trong thời gian cuối của cuộc chiến, ông làm việc dưới quyền của Albert Speer.
Sau khi Hitler tự sát, Milch cố gắng chạy trốn khỏi Đức, nhưng bị lực lượng Đồng minh bắt giữ ở bờ biển Baltic vào ngày 4 tháng 5 năm 1945. Khi đầu hàng, Milch đã nộp gậy chỉ huy cho Chuẩn tướng Anh Derek Mills-Roberts, người rất ghê tởm và tức giận sự tàn bạo của Milch, đã thực hiện lời thề khi giải phóng trại tập trung Bergen-Belsen sẽ bẻ gãy cây gậy chỉ huy bằng cách đánh nhiều cú vào đầu Milch và sau đó còn liên tục đánh Milch bằng chai rượu sâm banh. Chuyện này đã khiến Milch bị chấn thương và hộp sọ bị vỡ.

## Xét xử và tuyên án tại tòa án Nuremberg

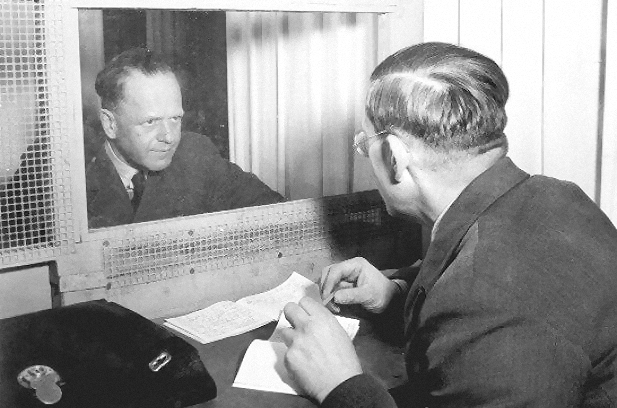
Erhard Milch (trái) và người em là luật sư Werner Milch đang trao đổi nhau trong phòng dành cho các bị cáo tại tòa án Nuremberg.

Năm 1947, Milch bị Tòa án quân sự Hoa Kỳ xét xử tại phiên sau của Tòa án Nuremberg. Ông đã bị kết án với hai tội danh:
1. Tội ác chiến tranh, bằng cách tham gia vào việc đối xử tệ bạc và sử dụng lao động cưỡng bức các tù binh chiến tranh và trục xuất thường dân đến cùng.
2. Tội ác chống lại loài người, bằng cách tham gia giết người, tiêu diệt, bắt làm nô lệ, trục xuất, bỏ tù, tra tấn và sử dụng lao động nô lệ các thường dân dưới sự kiểm soát của Đức, quốc tịch Đức và tù nhân chiến tranh.

Milch bị kết án tù chung thân tại nhà tù Landsberg. Bản án của ông đã được khoan hồng với mức 15 năm tù vào năm 1951, nhưng ông được thả ra vào tháng 6 năm 1954. Ông sống trong phần còn lại của cuộc đời mình ở Düsseldorf, ông qua đời ở đó vào ngày 25 tháng 1 năm 1972.

## Huân chương
- Huân chương Thập tự Sắt hạng Nhì (Eisernes Kreuz II. Klasse) 4 tháng 10 năm 1914[15]
- Huân chương Thập tự Sắt hạng Nhất (Eisernes Kreuz I. Klasse) 19 tháng 10 năm 1915[15]
- Bội tinh Thánh Mauritius và Lazarus của Tòa Thánh Vatican (Ordine dei Santi Maurizio e Lazzaro), Đệ Nhị đẳng (Grande Ufficiale) tháng 4 năm 1933[15]
- Huân chương Hiệp sĩ chữ Thập Sắt (4 tháng 5 năm 1940).[16]